# Ancín
Ancín (spanska) eller Antzin (baskiska), officiellt Ancín/Antzin, är en kommun i Spanien.   Den ligger i provinsen och regionen Navarra, i den nordöstra delen av landet, 280 km nordost om huvudstaden Madrid. Antalet invånare är 374.